# Goździeniec robakowaty

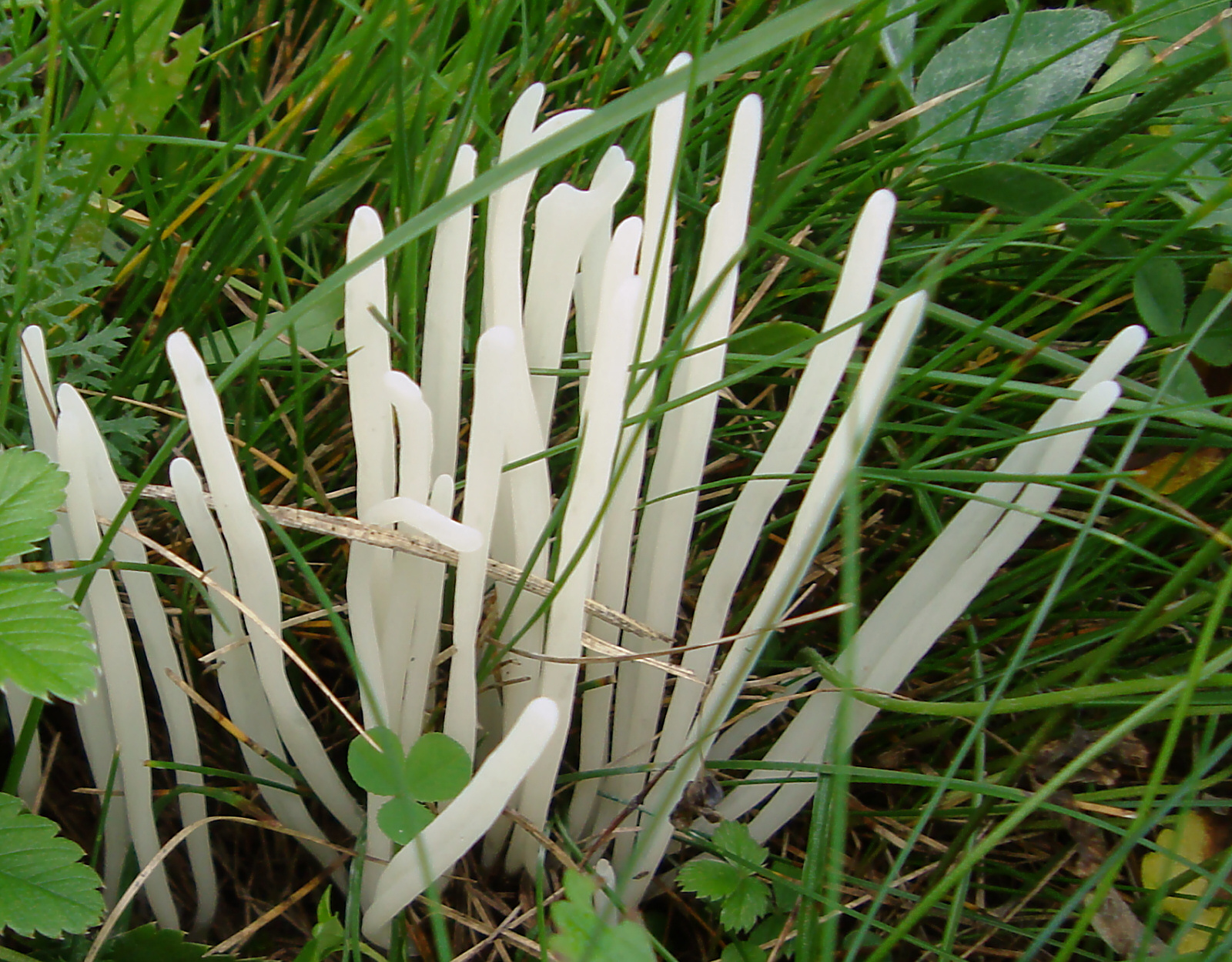

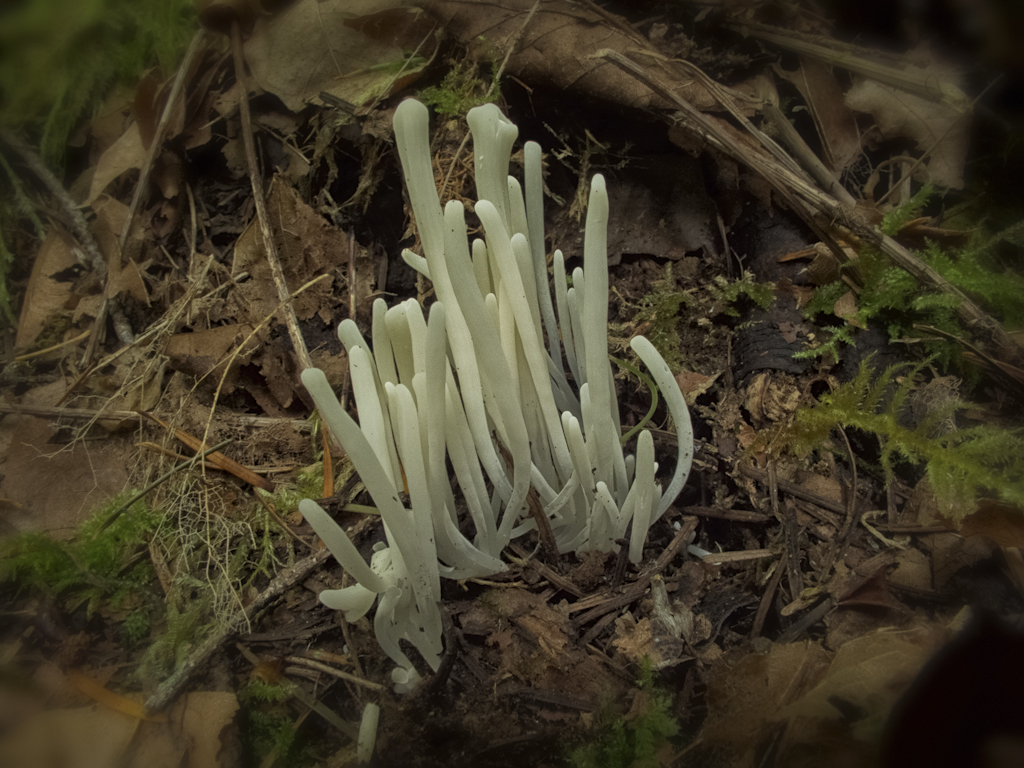

Goździeniec robakowaty (Clavaria fragilis Holmsk.) – gatunek grzybów należący do rodziny goździeńcowatych (Clavariaceae)

## Systematyka i nazewnictwo
Pozycja w klasyfikacji według Index Fungorum: Clavaria, Clavariaceae, Agaricales, Agaricomycetidae, Agaricomycetes, Agaricomycotina, Basidiomycota, Fungi.
Niektóre synonimy nazwy naukowej:
- Clavaria cylindrica Gray 1821
- Clavaria vermicularis Sw. 1811
- Xylaria albicans var. cylindrica (Bull.) Gray 1821

Nazwę polską nadał Władysław Wojewoda w 2003 r. Franciszek Błoński używał nazwy goździec robakowaty (w 1890 r.) lub goździeniec łamliwy (w 1896 r.).

## Morfologia
Owocnik
Zazwyczaj owocniki tworzą niewielkie skupiska. Pojedynczy ma postać długiej, nierozgałęzionej pałeczki, zazwyczaj prostej, czasami robakowato wygiętej. Czasami jest bocznie spłaszczony lub podłużnie rowkowany. U podstawy zazwyczaj jest zwężony. Koniec jest zaokrąglony, powierzchnia gładka, biała, z czasem żółknąca. Pojedynczy owocnik ma wysokość 2–12 cm i grubość 4–5 mm. Owocniki są bardzo kruche i łamliwe – do tego faktu nawiązuje łacińska nazwa gatunkowa tego grzyba (fragilis = kruchy). Polska nazwa nawiązuje do jego robakowatego kształtu.
Cechy mikroskopowe
Podstawki 4-zarodnikowe. Obłocznia wyraźnie zgrubiała. Subhymenium ma grubość 30–50 μm i składa się ze splecionych krótkich komórek o grubości 2–3 μm i jest wyraźnie oddzielone od pozostałej części obłoczni. Zarodniki mają rozmiar 33-43 × 6–9 μm. Strzępki grzybni bez sprzążek. Zarodniki bezbarwne, elipsoidalne, gładkie, o rozmiarach 5-7 × 3-4 μm, z małą kropelką.

## Występowanie i siedlisko
Występuje na półkuli północnej. Na terenie Polski opisano dość liczne jego stanowiska.
Saprotrof. Owocniki rosną na ziemi w lasach iglastych, liściastych lub mieszanych, na polanach, w parkach, często wśród mchów. Pojawiają się od lipca do listopada.